# Buchanania palawensis
Buchanania palawensis är en sumakväxtart som beskrevs av Carl Karl Adolf Georg Lauterbach. Buchanania palawensis ingår i släktet Buchanania och familjen sumakväxter. Inga underarter finns listade i Catalogue of Life.